# COTIF
COTIF, de afkorting van Convention relative aux transports internationaux ferroviaires, is de aanduiding van het verdrag betreffende het internationale spoorvervoer. Dit verdrag werd gesloten op de Conventie van Bern (Zwitserland) op 9 mei 1980. Het verdrag werd gewijzigd door het Protocol van Vilnius van 3 juni 1999. Het gewijzigde verdrag (COTIF 1999) is van toepassing sedert 1 juli 2006 in de aangesloten landen.
Na het verdrag is OTIF ontstaan (Organisation intergouvernementale pour les transports internationaux ferroviaires), de intergouvernementele organisatie voor internationaal spoorvervoer, opgericht door de staten die bij het verdrag zijn aangesloten. OTIF streeft naar het verbeteren, vergemakkelijken en bevorderen van het internationaal spoorvervoer. De zetel van OTIF bevindt zich in Bern.

## Geografische scope
COTIF is van toepassing in grote delen van Europa, de Maghreb en het Midden-Oosten. Een actuele lijst van aangesloten landen is te vinden op de website van OTIF. De Europese Unie heeft zich in 2011 bij het verdrag aangesloten.

## Juridische scope
Het verdrag streeft naar eenvormige regels voor het internationaal spoorvervoer op volgende gebieden:
- CIV (Contrat de transport international ferroviaire des voyageurs) - uniforme voorschriften betreffende overeenkomsten over het internationaal spoorvervoer van personen (appendix A van het verdrag);
- CIM (Contrat de transport international ferroviaire des marchandises) - analoog voor goederenvervoer (appendix B);
- RID (Règlement concernant le transport international ferroviaire des marchandises dangereuses) - het reglement betreffende internationaal spoorvervoer van gevaarlijke goederen (appendix C);
- CUV (Contrat d'utilisation de véhicules en trafic international ferroviaire) - uniforme regels voor overeenkomsten over het gebruik van spoorvoertuigen in het internationaal spoorvervoer (appendix D);
- CUI (Contrat d'utilisation de l'infrastructure en trafic international ferroviaire) - uniform regels voor overeenkomsten over het gebruik van de infrastructuur in het internationaal spoorvervoer (appendix E);
- APTU (Validation de normes techniques et l'adoption de prescriptions techniques uniformes applicables au matériel ferroviaire destiné à être utilisé en trafic international) - uniforme regels betreffende de validering van technische standaarden en voor het aannemen van eenvormige technische voorschriften met betrekking tot spoorwegmaterieel dat bestemd is voor gebruik in het internationaal spoorvervoer (appendix F).